# Ślub

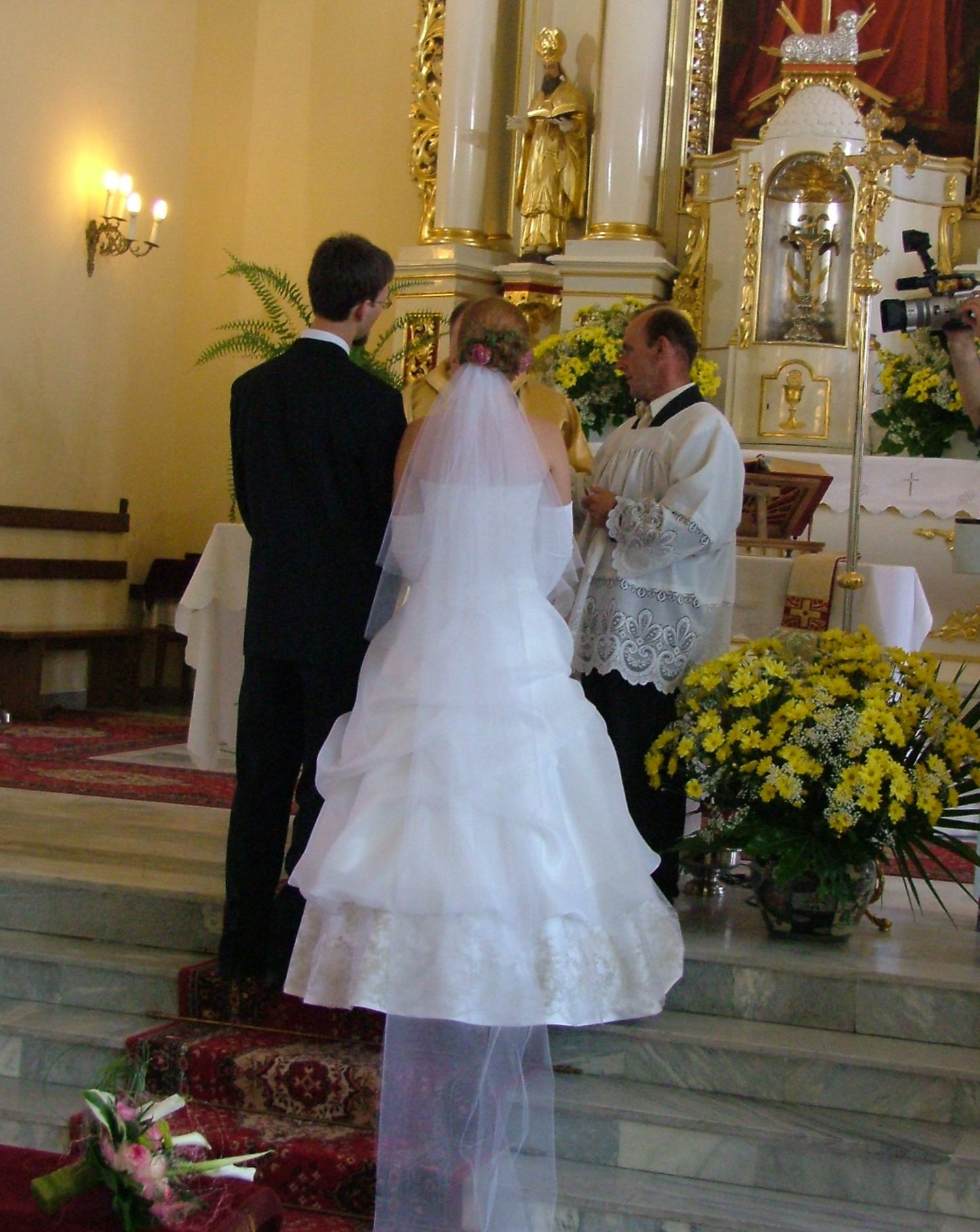
Ślub w kościele katolickim (Polska)

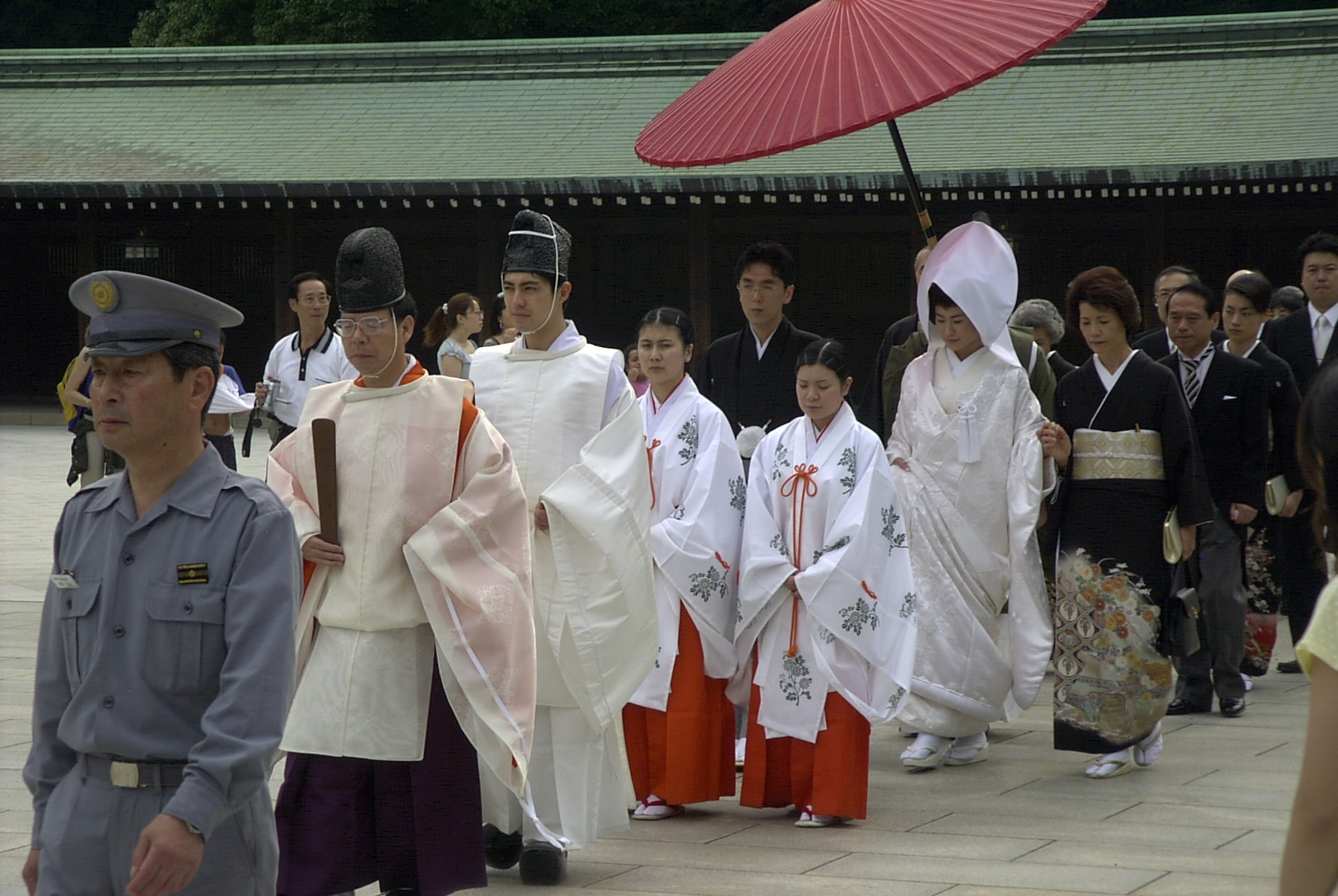
Ślub w Japonii

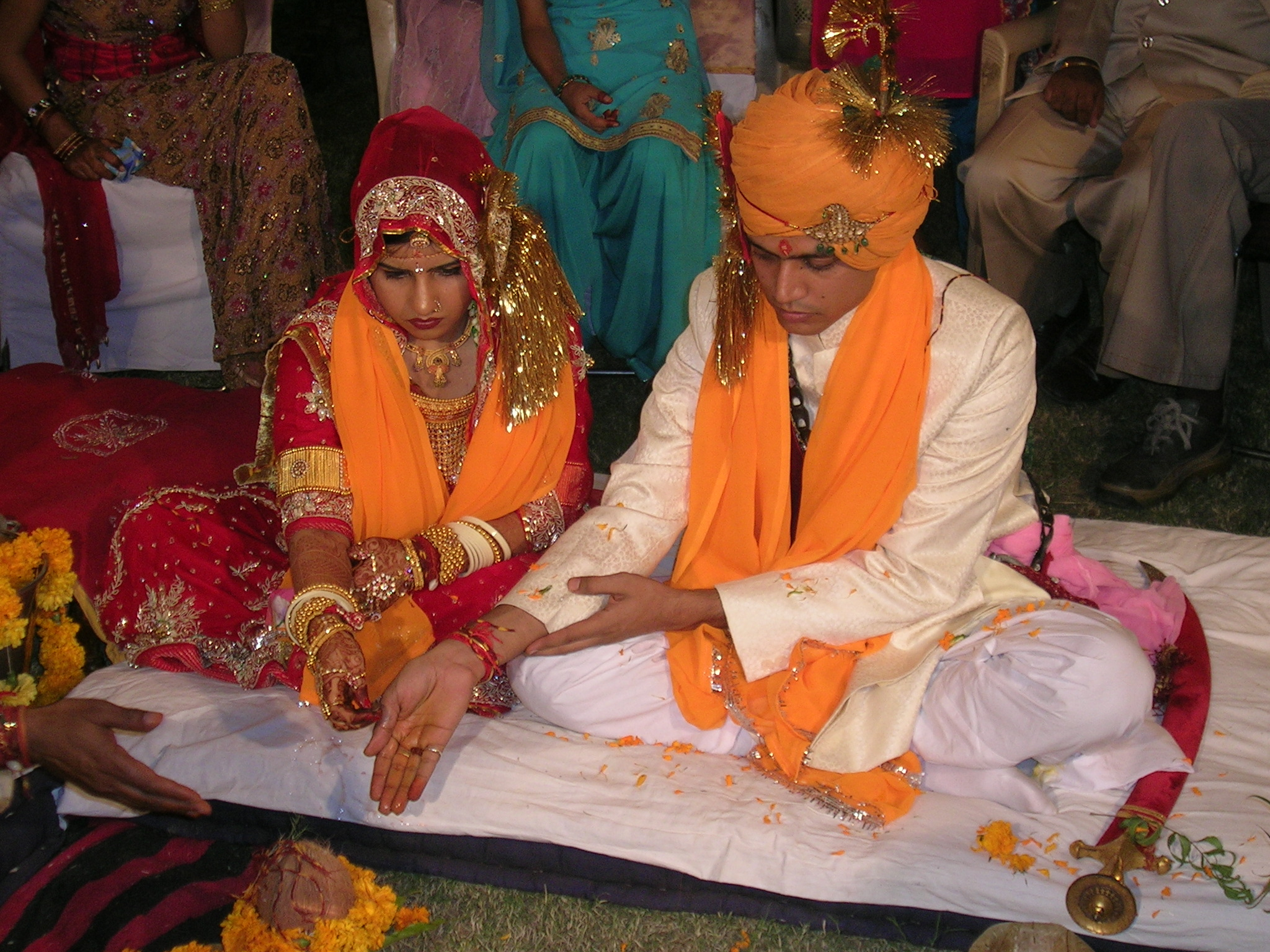
Ślub hinduski

Ślub – uroczystość zawarcia małżeństwa, podczas której strony składają przysięgę małżeńską przed urzędnikiem stanu cywilnego lub duchownym, w obecności świadków. W antropologii kulturowej ślub jest uznawany za jeden z obrzędów przejścia.

## Współczesność
Współcześnie, ślub może mieć charakter:
- świecki – zwany również „ślubem cywilnym”, zawierany przed uprawnionym urzędnikiem. W Wielkiej Brytanii występuje również inna forma ślubu cywilnego: ślub humanistyczny[2][3];
- wyznaniowy – zazwyczaj zwany „ślubem kościelnym”, mający moc prawną lub też pozbawiony takiego następstwa;
- mieszany – ślub wyznaniowy, który wywiera skutki także w sferze prawa cywilnego, po spełnieniu odpowiednich zasad (np. ślub konkordatowy).

Ślub może być przeprowadzony per procura, gdy uczestniczy w nim tylko jedna ze stron, zaś druga składa deklarację woli zawarcia małżeństwa za pośrednictwem swego przedstawiciela.
Przyszli małżonkowie oraz świadkowie składają podpisy na dokumentach ślubnych.

### Ślub osób tej samej płci
Współcześnie, według prawodawstwa większości państw zachodnich, ślub to także ceremonia zawarcia małżeństwa osób tej samej płci.

#### Sytuacja w Polsce
W Polsce jedynie Reformowany Kościół Katolicki daje możliwość przeprowadzenia ślubu parom osób tej samej płci oraz rozwodnikom. Ślub taki jest uznawany we wspomnianej wspólnocie religijnej oraz całej Ekumenicznej Wspólnocie Katolickiej. Pary takie mogą mieć możliwość ułatwionej procedury zatwierdzenia takiego małżeństwa w krajach, w których obecne są Kościoły zrzeszone w Ekumenicznej Wspólnocie Katolickiej i które dopuszczają taką możliwość np. w USA. 

## Ślub jako rytuał
W niemal wszystkich społecznościach ślub jest pewnego rodzaju procedurą symboliczną, której celem jest złączenie pary młodej i nadanie jej oficjalnego statusu rodziny. Od wieków zawarcie związku małżeńskiego, uczczone ślubem i weselem było traktowane, obok narodzin dziecka i śmierci, nie tylko jako najważniejszy moment w życiu człowieka, ale również akt przyczyniający się do okazywania i utrzymywania więzi rodzinnych i społecznych. Do dziś ślub jest traktowany jako szczególna ceremonia rytualna, skorelowana z systemem norm prawnych danego kraju oraz zwyczajami religijnymi. Obrzędy ślubne często mają charakter religijny, ale w większości kultur łączą się także z lokalnymi i kulturowymi tradycjami świeckimi. Akt zawarcia małżeństwa najczęściej jest podyktowany zwyczajami danej religii, ale już wesele na ogół ma charakter typowo świecki. Rytualny i symboliczny charakter ślubu podkreślają określone czynności (tzw. obrzędy), gesty, słowa, rekwizyty, których celem jest społeczne usankcjonowanie i zatwierdzenie ceremonii.
W tradycyjnej obyczajowości w obrzędy ślubne są zaangażowani zarówno członkowie rodziny pary młodej, jak i lokalna społeczność i są skupione wokół wydarzeń, które następują według określonej kolejności. Przykładowo w tradycji katolickiej są to po kolei:  swaty ("wywiad matrymonialny"), zawarcie umowy przedmałżeńskiej, zrękowiny (zaręczyny), sprosiny, ślub (w Kościele, gdyż ślub cywilny to jedynie "kontrakt"), uczta weselna, oczepiny oraz przenosiny. Natomiast w kulturze islamskiej ślub traktowany jako prawne i społeczne zatwierdzenie współmałżonków skupia się wokół takich wydarzeń jak: zaręczyny (chitba), podpisanie kontraktu małżeńskiego (aqd az-zawadż) oraz uroczystości weselne (zifaf), na ogół połączone ze skonsumowaniem małżeństwa. W tradycyjnej obyczajowości Chin ślub jest poprzedzony sześcioma rytuałami, które trwają bardzo długo i są skomplikowane: wybór małżonki (nàcǎi, 纳采), pytanie o imię (wènmíng, 问名), poinformowanie o pomyślności (nàjí, 纳吉), ogłoszenie zaręczyn (nàzhēng, 纳征), wyznaczenie daty ślubu (qǐngqī, 请期), przyjęcie panny młodej (qīnyíng, 亲迎).
W niemal w każdej kulturze ślub jest bardzo uroczystym aktem, w którym duży nacisk kładzie się na działania formalne i symboliczne. Każda społeczność przewiduje odrębne zwyczaje i obrzędy towarzyszące ślubom, które ulegały zmianom na przestrzeni wieków i różnią się w zależności od kultury, religii, regionu geograficznego, grupy społecznej, sytuacji ekonomicznej małżonków i ich krewnych, a także panującej mody. Nawet w obrębie jednej religii istnieją różne zwyczaje ślubne, które są charakterystyczne tylko dla danego kraju lub społeczności lokalnej. Np. w Stanach Zjednoczonych, gdzie dominującą religią jest protestantyzm, ważnym momentem podczas ceremonii zaślubin jest pytanie duchownego udzielającego ślubu, czy nikt na sali nie sprzeciwia się zawarciu związku małżeńskiego.  U katolików istotną rolę odgrywają np. zapowiedzi ślubne, nauki przedmałżeńskie oraz błogosławieństwo pary młodej. W kulturze indyjskiej do dziś praktykuje się takie rytuały ślubne jak uroczysta kąpiel małżonków czy wróżenie i stawianie horoskopów. 

## Przebieg ślubu

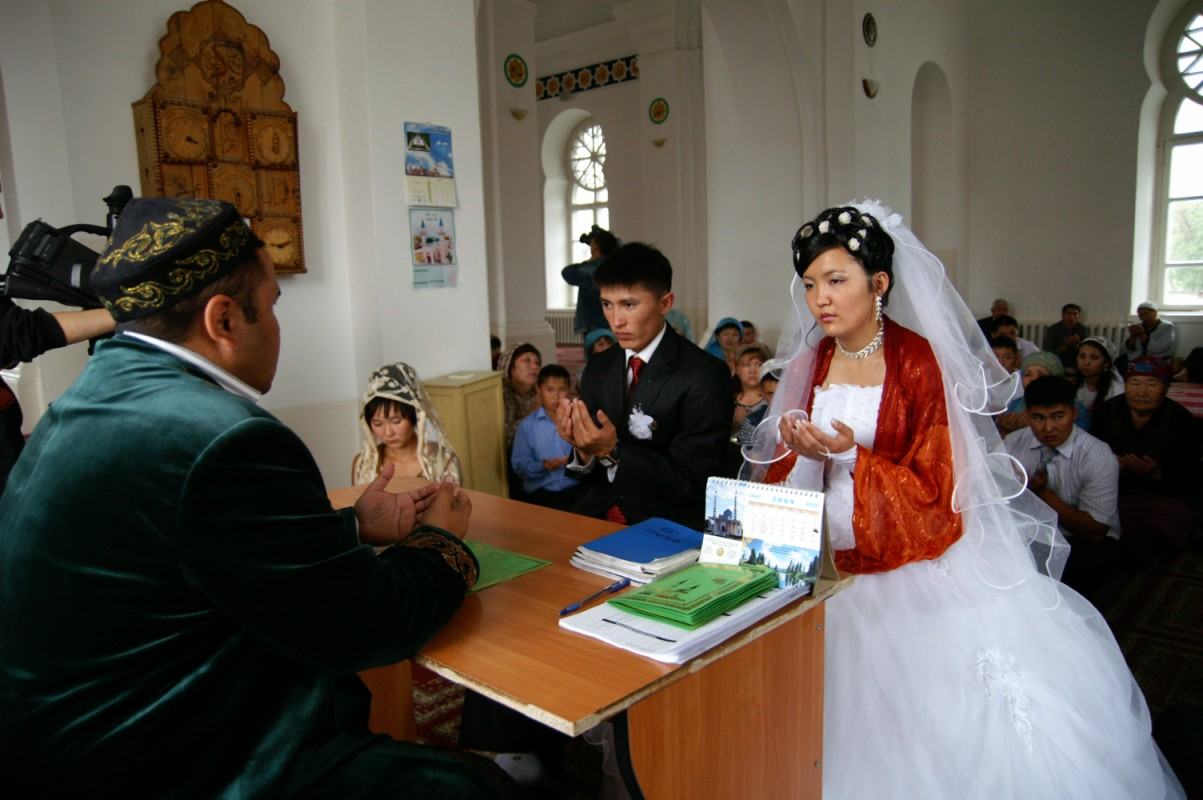
Ślub w Kazachstanie

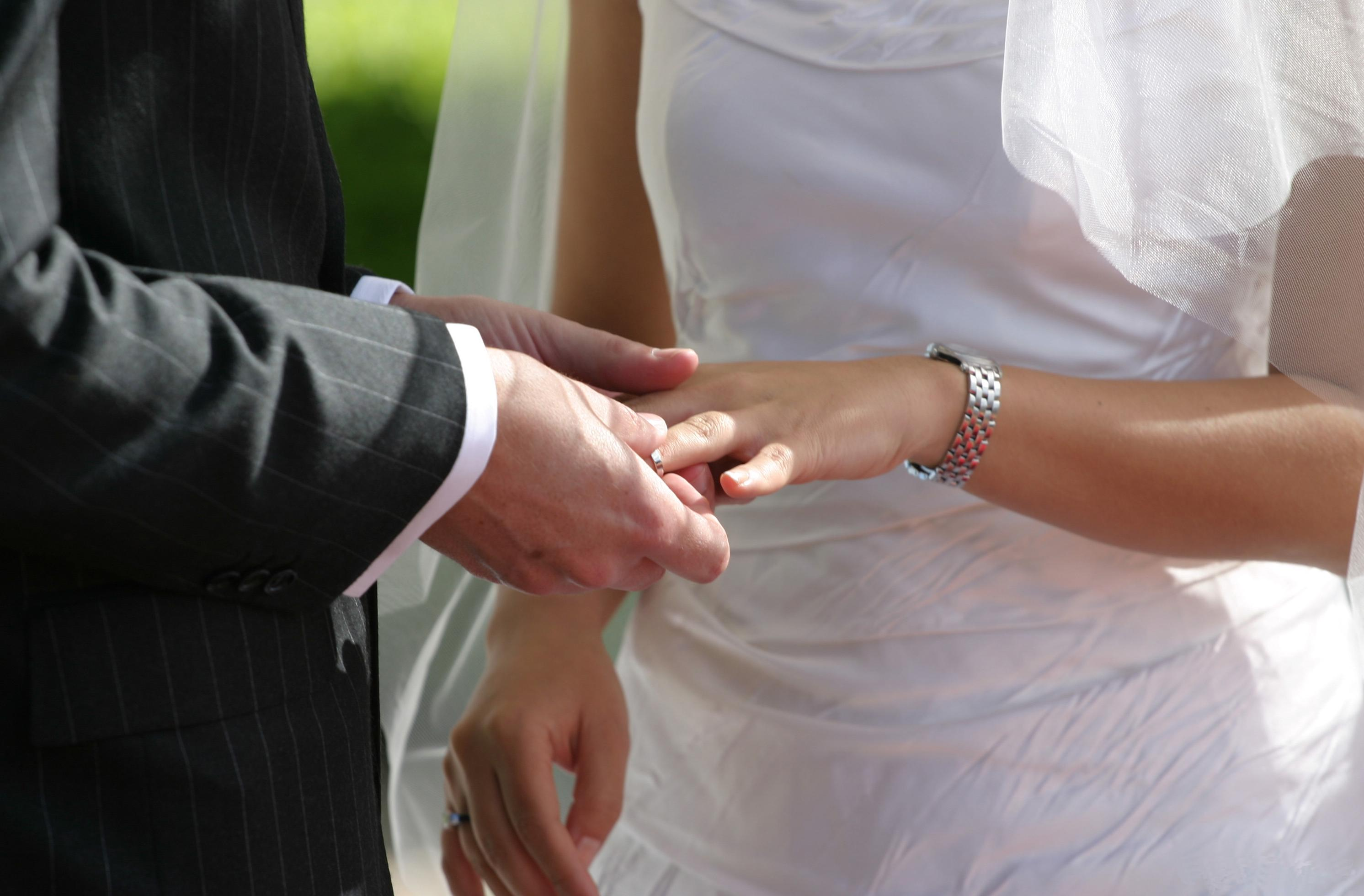
Zakładanie obrączek ślubnych.

Ślub odbywa się przy obecności stron zawierających małżeństwo – kobieta to panna młoda, mężczyzna to pan młody. Strony łącznie określa się zwykle jako młodą parę lub parę młodych. Po ślubie strony stają się małżonkami – żoną (w przypadku kobiety) i mężem (w przypadku mężczyzny).
Ślub stanowi ważne wydarzenie w większości społeczeństw. W krajach europejskich panna młoda i pan młody są pytani przez osobę prowadzącą ceremonię, czy pragną zawrzeć małżeństwo – bez obopólnej zgody małżeństwo nie może być zawarte. Oboje muszą też spełniać określone kryteria wiekowe, aby ich zgoda była w pełni świadoma. Publiczna forma ślubu pozwala każdemu członkowi społeczności na zgłoszenie sprzeciwu, jeżeli jego zdaniem istnieją okoliczności uniemożliwiające zawarcie małżeństwa.
Materialnymi symbolami małżeństwa są określone przedmioty, np. obrączki ślubne, wzajemnie zakładane na palec serdeczny prawej (np. w Bułgarii, Hiszpanii, Niemczech, Polsce i Rosji) lub lewej dłoni (np. w Danii, Norwegii, Szwecji, USA i Wielkiej Brytanii) przez małżonków lub też specjalne stroje (np. tobe w Sudanie). Symbolicznym gestem zakończenia ślubu może być np. wzajemny pocałunek pary młodej.
Zwyczaje towarzyszące zawieraniu małżeństwa zależą od kręgu kulturowego z jakiego wywodzą się przyszli małżonkowie.

### Ślub w Polsce

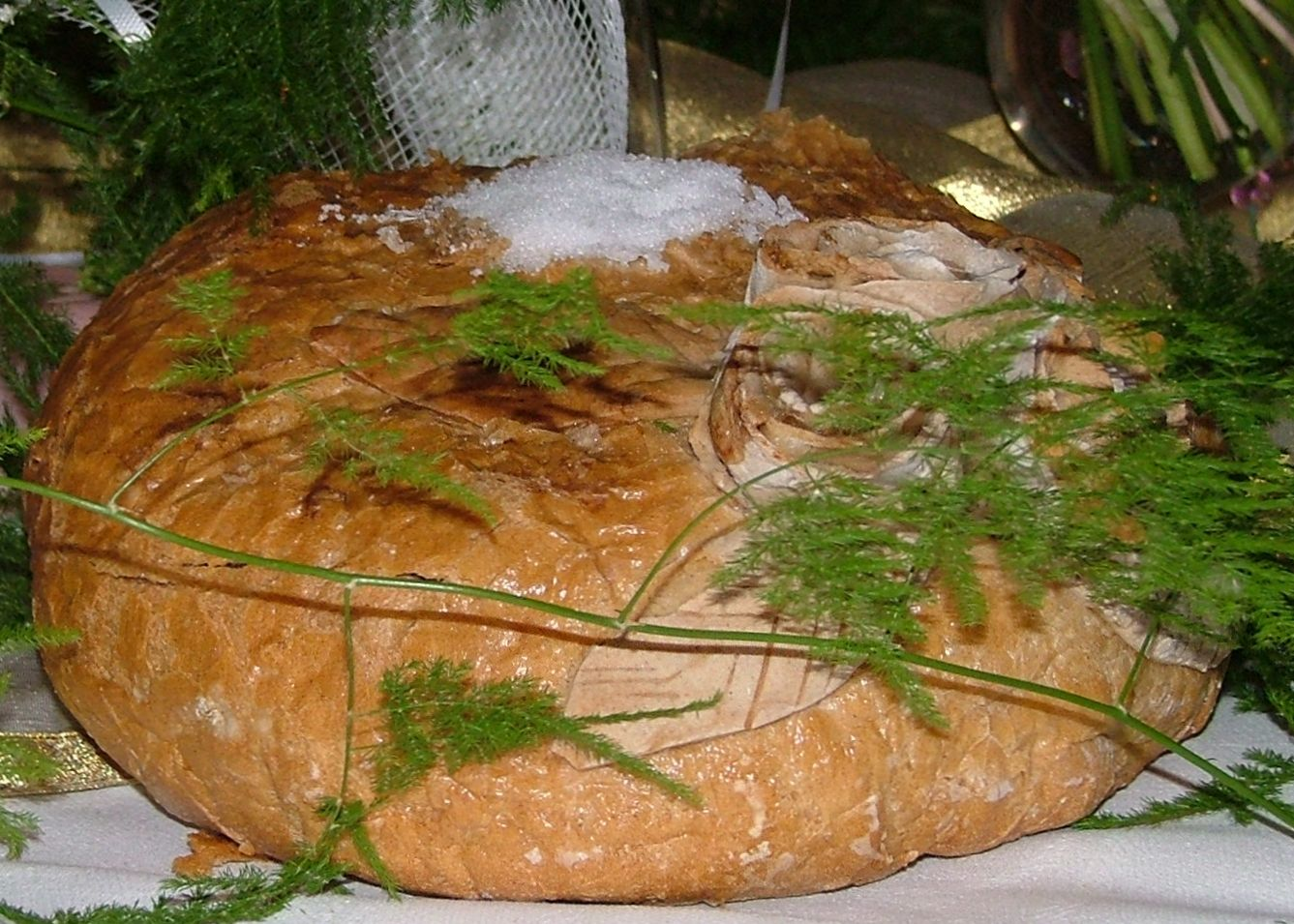
Witanie młodych chlebem i solą – polski zwyczaj weselny

W Polsce do XVI w. ślub miał charakter świecki, mimo nakazów kościelnych przekazanych przez legata papieskiego Piotra z Kapui w 1197 r. Po soborze trydenckim śluby kościelne stały się jedyną formą zawierania małżeństw, a od 1577 r. ślub bez dopełnienia wszystkich wymogów kościelnych był
prawnie nieważny. W tym okresie ograniczono też swobodę rozwodu, który wcześniej zależał wyłącznie od obopólnej woli małżonków. Śluby cywilne wprowadzono Kodeksem Napoleona w czasach Księstwa Warszawskiego, jednak z uwagi na brak odpowiednich urzędników nadal praktykowano śluby kościelne, gdyż duchowni ci odmawiali udzielania ślubów cywilnych. Kodeks cywilny Królestwa Polskiego z 1825 r. przywrócił śluby kościelne jako wyłączną formę małżeństwa, a w 1836 r. wszystkie kwestie małżeńskie przekazano jurysdykcji sądów kościelnych. W zaborze pruskim w 1874 r. wprowadzono śluby świeckie.
Odrodzona Polska przejęła system prawny w zakresie małżeństw po zaborcach i aż do końca okresu międzywojennego funkcjonowały one w niezmienionej formie, chociaż od 1920 r. prowadzono prace nad prawem małżeńskim, które zakończyły się w 1929 r. przygotowaniem projektu uważanego za jeden z najlepszych
w Europie. Projekt ten zakładał możliwość zawarcia ślubu świeckiego lub kościelnego – oba ze skutkami prawno-administracyjnymi, lecz nie wszedł on w życie po tym, jak został oprotestowany przez Kościół katolicki.
Od 1 stycznia 1946 r. dekretem z 25 września 1945 r. wprowadzono prawo małżeńskie i o aktach stanu cywilnego, które zakładało wprowadzenie w pełni świeckich ślubów cywilnych. Śluby kościelne mogły być zawierane na życzenie małżonków, nie powodowały jednak żadnych skutków prawnych, tj. państwo nie uznawało za małżonków ludzi, którzy wzięli jedynie ślub kościelny. Przeciwko temu wystąpił episkopat polski. Skierował on w czerwcu 1945 roku do rządu pismo żądające utrzymania w dziedzinie prawa małżeńskiego stanu z okresu międzywojennego. Liczne przypadki, w których duchowni nie informowali biorących ślub kościelny o potrzebie zawarcia także małżeństwa cywilnego spowodował, że w 1958 r. wprowadzono wymóg zawarcia małżeństwa cywilnego przed ślubem kościelnym. Konkordat z 1993 r. wprowadził możliwość zawarcia ślubu cywilnego poprzez ceremonię ślubu kościelnego.
Jakkolwiek w języku potocznym powszechnie przyjęło się używać błędnego sformułowania, że parze ślub jest udzielany przez urzędnika lub duchownego, to na gruncie prawa cywilnego a także kanonicznego, oraz zgodnie z semantyką słowa ''ślub", ślubu udzielają sobie sami wstępujący w związek małżeński poprzez wzajemne złożenie deklaracji o charakterze oświadczenia ("uroczyście oświadczam, że wstępuję w związek małżeński" - art. 7 § 3 kodeksu rodzinnego i opiekuńczego) lub ślubowania (ja (...) ślubuję ci... - rota przysięgi małżeńskiej, stosowanej w kościele katolickim), zaś urzędnik lub duchowny jest uprzywilejowanym świadkiem, którego obecność umożliwia wystąpienie skutków prawnych takiej deklaracji o wstąpieniu w związek małżeński.
Zgodnie z art. 7 § 4 (...) kierownik urzędu stanu cywilnego ogłasza, że wskutek zgodnych oświadczeń obu stron małżeństwo zostało zawarte. Z kolei Kodeks prawa kanonicznego (m.in. rozdział V: kanony 1108-1112, 1114, 1116, 1121) w stosunku do duchownego lub innej osoby przyjmującej oświadczenie o wstąpieniu w związek małżeński mówi o jego asystowaniu podczas zawierania małżeństwa.
Zawarcie ślubu cywilnego co do zasady następuje przez złożenie oświadczenia o wstąpieniu w związek małżeński przed upoważnionym urzędnikiem w Urzędzie stanu cywilnego w obecności świadków. W uzasadnionych przypadkach kierownik USC może przyjąć oświadczenie o zawarciu małżeństwa poza lokalem urzędu.
W uzasadnionych przypadkach prawo przyjęcia oświadczenia stron o wstąpieniu w związek małżeński mają również inni urzędnicy: wójt, burmistrz lub upoważniony pracownik urzędu konsularnego.
W wyjątkowych przypadkach ślub może odbyć się pod nieobecność jednej ze stron, w imieniu której występuje wówczas pełnomocnik.
Zawarcie ślubu wyznaniowego następuje zgodnie z przepisami religii, w której obrządku następuje zawarcie małżeństwa. Według obowiązującego w kościele katolickim kodeksu prawa kanonicznego, zawarcie małżeństwa co do zasady następuje poprzez złożenie wobec właściwego duchownego (zgodnie z właściwością miejscową i w obecności świadków zgodnego oświadczenia o wstąpieniu w związek małżeński. W wyjątkowych przypadkach zamiast wobec duchownego oświadczenie można złożyć w obecności świadków przed upoważnioną osobą świecką (kanon 1112 § 1), albo tylko w obecności świadków (kanon 1116 § 1). Niemal zawsze oświadczenie takie składane jest podczas uroczystości religijnej, np. w czasie mszy.
W Polsce ślub zazwyczaj połączony jest z weselem. Popularne są również takie zwyczaje jak np.:
- lista podarunków ślubnych uzgodniona z udziałem młodej pary
- sesja fotograficzna zaręczonej pary (przed ślubem) i następnie pary małżeńskiej (po ślubie)
- strojenie samochodu wiozącego młodą parę kwiatami i balonikami
- ślubna strona internetowa ze zdjęciami i filmami przedstawiającymi młodą parę

## Rocznice ślubu
Rocznice małżeńskie (tzw. gody):
- 1 – papierowa[18][19]
- 2 – bawełniana[18][19] (niektóre[20] źródła podają odwrotną kolejność pierwszych dwóch rocznic)
- 3 – skórzana[18][19][20]
- 4 – kwiatowa[20] lub owocowa[19] (spotykana jest też nazwa jedwabna[18])
- 5 – drewniana[18][20]
- 6 – cukrowa[20] lub żelazna[18] (porównaj 65.)
- 7 – wełniana lub miedziana[18][20]
- 8 – spiżowa[20], brązowa[18] lub blaszana
- 9 – gliniana, generalska[20] lub fajansowa[18]
- 10 – cynowa[18][20] lub aluminiowa
- 11 – stalowa[18][20]
- 12 – płócienna, jedwabna[20] lub lniana[18]
- 13 – koronkowa[18][20]
- 14 – kości słoniowej[18][20]
- 15 – kryształowa[18][20] lub szklana
- 20 – porcelanowa[18][20]
- 25 – srebrna[18][20]
- 30 – perłowa[18][20]
- 35 – koralowa[18][20]
- 40 – rubinowa[18][20]
- 45 – szafirowa[18][20]
- 50 – złota[18][20]
- 55 – szmaragdowa[18][20] lub platynowa[21]
- 60 – diamentowa[18][20]
- 65 – żelazna[20]
- 70 – kamienna[20]
- 75 – brylantowa[18][20]
- 80 – dębowa

Za długoletnie pożycie małżeńskie (50 lat) wojewoda ma prawo wystąpić do Prezydenta Rzeczypospolitej Polskiej o przyznanie jubilatom Medalu za Długoletnie Pożycie Małżeńskie.